# Lagares entre las viñas

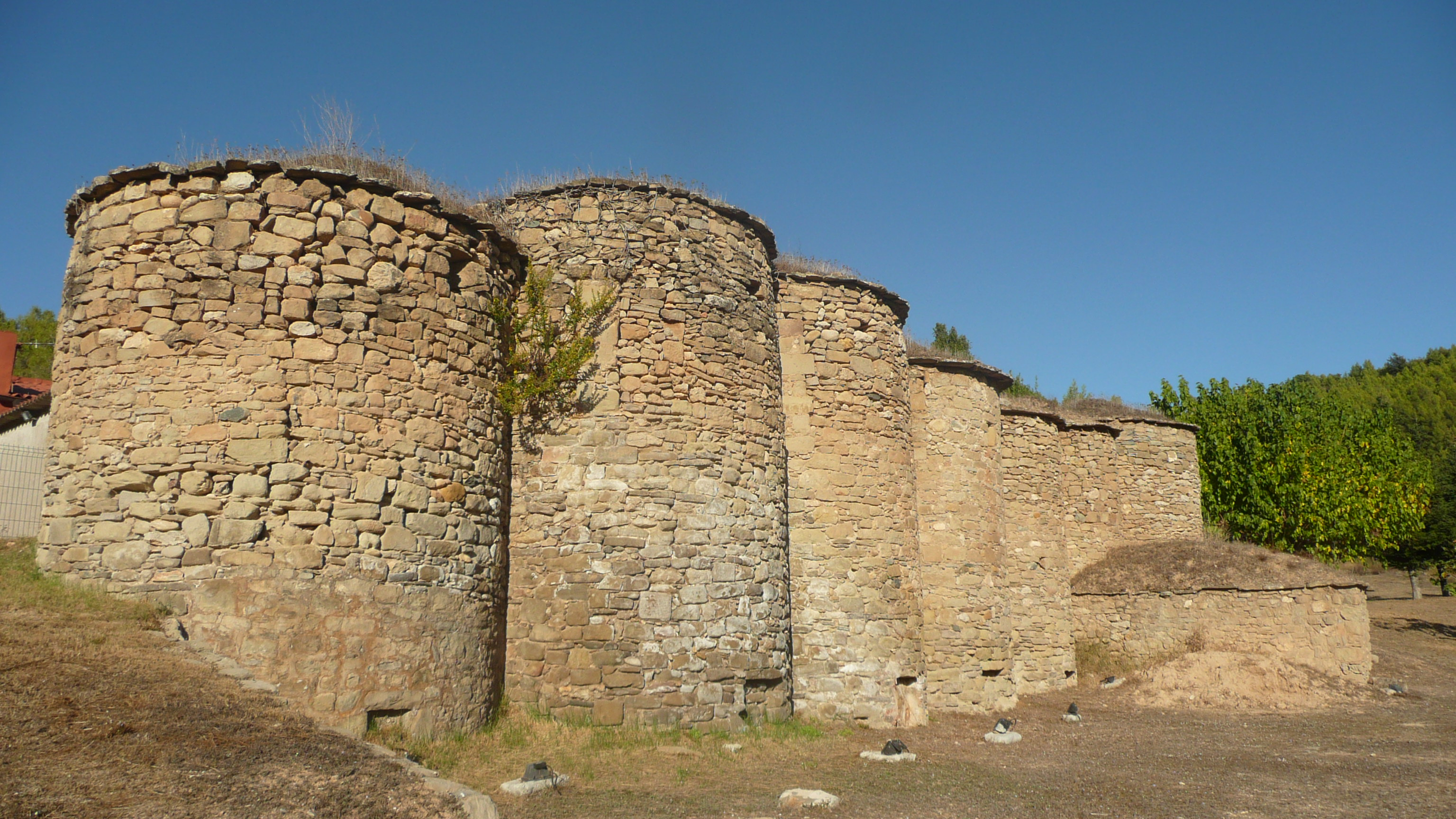
Conjunto de siete lagares conocido como de Tres Salts, en el municipio de Talamanca, cerca del río Llobregat.

Los lagares entre las viñas son unas construcciones de piedra singulares utilizadas en el pasado para elaborar el vino en los mismos campos en los que se cultivaba. Fueron levantados en medio de los viñedos situados en los lugares más aislados de los valles del Montcau, en la comarca del Bages, provincia de Barcelona, España. Se encuentran dispersos por la parte noroeste de una zona de gran importancia ecológica y cultural, el parque natural de San Lorenzo del Munt y del Obac y su área de influencia, constituyendo un patrimonio etnológico e histórico único en Cataluña.

## Introducción
En su momento de mayor expansión, a finales del siglo XIX y justo antes de que llegara la filoxera, casi la mitad de la superficie total de los términos municipales de Mura, Talamanca y Rocafort y Vilumara estaba plantada de viñedos: las vides dominaban ampliamente el paisaje montañoso de una zona donde actualmente no queda casi ninguna cepa. Si recorriéramos hoy en día las tierras de estos municipios nos encontraríamos con abundantes lagares y barracas de viña, así como muros de piedra seca levantados para nivelar las laderas, elementos que ahora ya no tienen ninguna utilidad práctica pero que nos recuerdan los esfuerzos que la gente de una época no muy lejana realizaron en su diaria supervivencia. Todas estas construcciones permanecen como testigos pétreos de un monocultivo que durante el siglo XIX devoró grandes áreas de floresta, terrenos que la naturaleza vuelve a reivindicar.

## Características

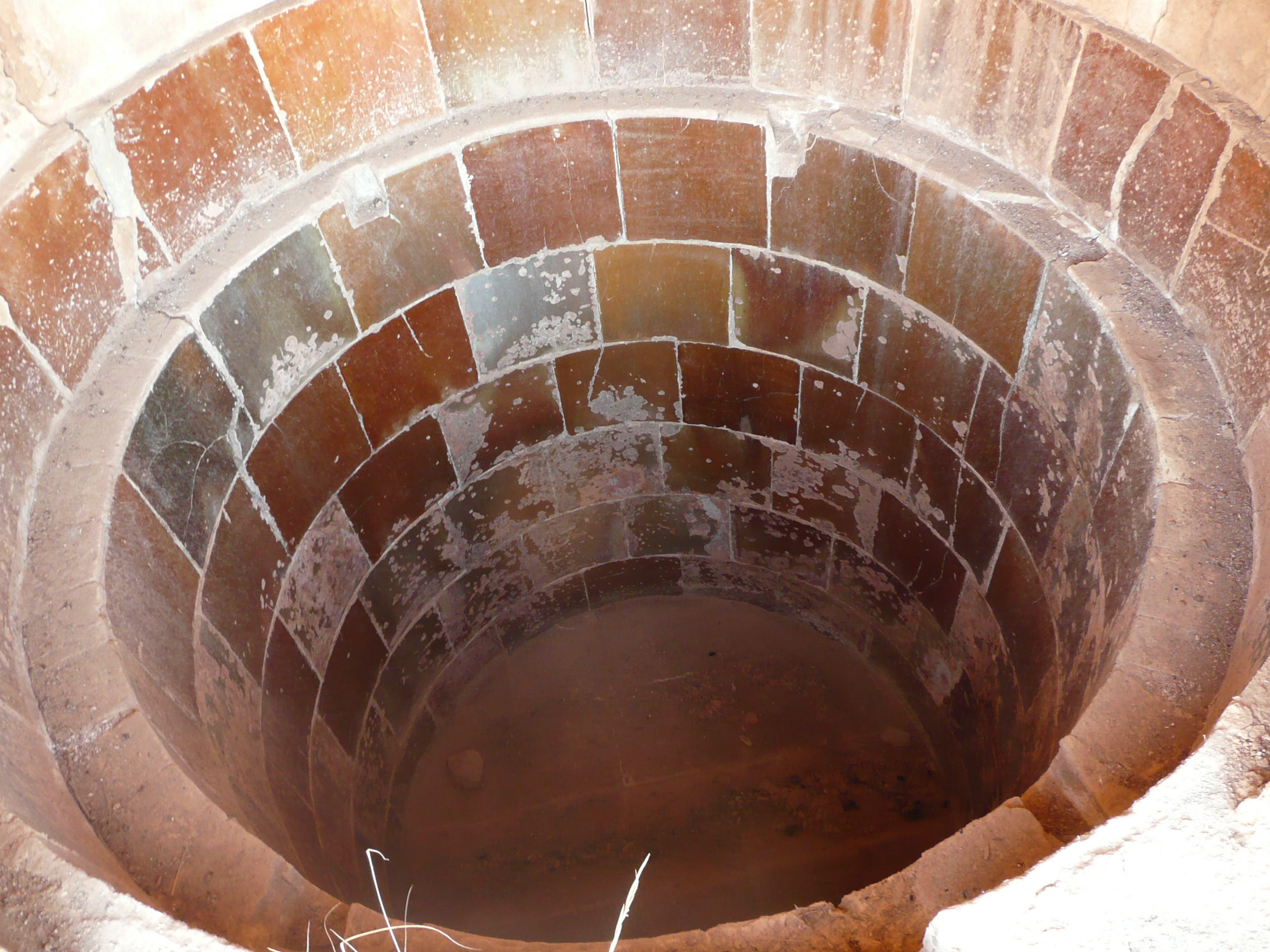
Interior de lagar (tina) forrado de cerámica vidriada. Se aprecia que la hilera superior retrocede unos centímetros formando una repisa, utilizada para sostener los travesaños donde se pisaba la uva.

Se han clasificado 103 lagares entre las viñas (tines, según su denominación local) en diferentes estados de conservación. En algunos casos se encuentran aislados, presentando únicamente una caseta auxiliar adosada (13 en total) y en otros formando grupos (los 90 restantes). Estos conjuntos son considerados como las construcciones más interesantes: suelen ser tres, cuatro o más lagares levantados simultáneamente ( resultaba más barato) y que, a veces, compartían una prensa para el bagazo residual. Pero éste era el único uso colectivo, ya que cada uno de los lagares era utilizado individualmente por su dueño.
La mayoría son de forma redondeada (81), pero también los hay rectangulares (12) y mixtos, con depósito circular pero paredes exteriores rectangulares (10). Sus capacidades oscilan entre los 1200 litros del menor y 31 000 el más grande, midiendo como máximo 2,5 m de diámetro y 3 de profundidad. Para su construcción se empleaba piedra y mortero de cal, revistiendo las paredes interiores con baldosas cuadradas de cerámica vidriada, planas o ligeramente curvadas. La parte superior, con la puerta de entrada, se realizaba en piedra seca, mientras que el techo se cerraba mediante una falsa cúpula (aproximación por hiladas), cubierta exteriormente por una capa de tierra que la impermeabilizaba y hacía de aislante térmico. En la parte inferior había un orificio que servía para vaciar el mosto ya fermentado, protegido normalmente dentro de una barraca de piedra seca adosada al lagar.

## Orígenes
En Navás (Barcelona) y Balaguer (Lérida) han sido encontrados antiguos depósitos excavados en rocas blandas que sirvieron para hacer las funciones de lagar y cuba. Allí, en medio de los campos, se pueden ver varios conjuntos de lagar-cuba conectados entre sí y datados en el siglo XIV por la cerámica hallada in situ.

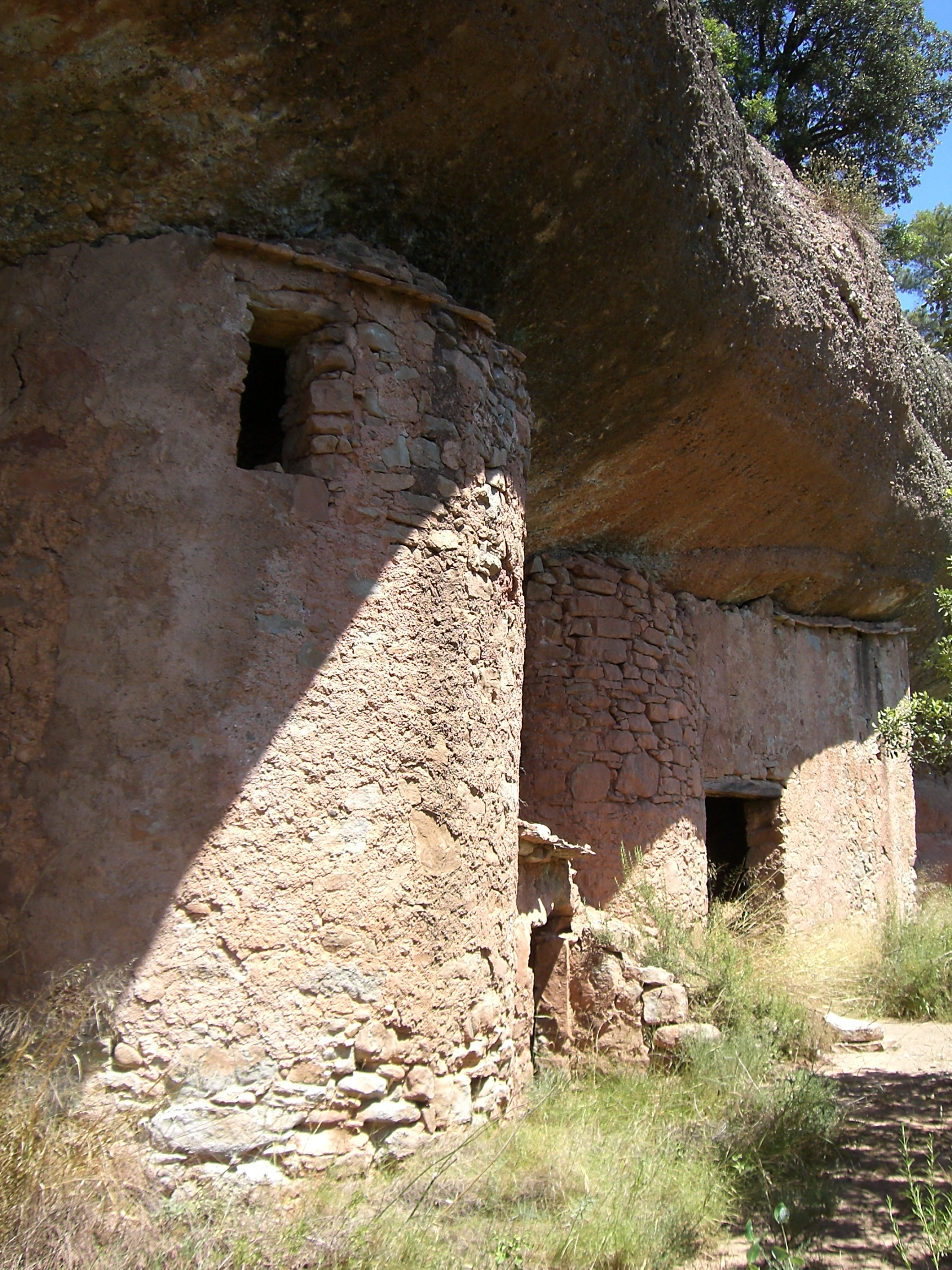
Conjunto de tres lagares construidos aprovechando el abrigo rocoso (balma o bauma) de Balmes Roges, sierra de Puig Gili, parque natural de Sant Llorenç del Munt i l'Obac.

Durante los siglos XVI-XVII fue tomando forma el lagar construido en piedra y forrado interiormente de cerámica que permitía realizar en un mismo espacio la prensa de la uva y la fermentación del mosto. Para ello incorporaba en la parte superior del recipiente unos travesaños sobre los que se volcaba y pisaba la uva, escurriéndose el líquido resultante entre las maderas. Terminado el proceso estas se retiraban, volcando en la cuba la pulpa y cerrándola para que diera comienzo la fermentación. Aunque  estos lagares se construían en las bodegas de las masías y casas de pueblo, el modelo es idéntico al que sería adoptado posteriormente para las viñas.
El crecimiento demográfico durante los siglos XVIII-XIX y la exportación de vinos y aguardiente hacia el norte de Europa y América provocó la expansión acelerada del cultivo de la viña, que ocupó tierras hasta entonces yermas o boscosas, creando para ello terrazas en las mismas laderas de las montañas. Normalmente, estos nuevos viñedos no los cultivaba el dueño de la masía propietaria del terreno, que muchas veces estaba fuertemente endeudado, sino que eran cedidos a pequeños agricultores mediante un contrato de rabassa morta, una especie de cesión de la tierra mientras durara la vida de las cepas a cambio de la cual se debía entregar al arrendador una parte de la cosecha (durante el XVIII solía ser un cuarto y durante el XIX un tercio). La uva recogida debía ser trasladada rápidamente hasta el lagar para evitar que comenzara una fermentación incontrolada, así que todos aquellos que arrendaban viñas alejadas de las poblaciones y que, además, tenían dificultades de acceso para los carros y/o los animales de carga, tuvieron que buscar nuevas soluciones. Así surgieron los lagares al lado de las masías y en medio de las viñas, construidos por los rabassaires (arrendatarios) pero que pasaban a propiedad de los arrendadores al finalizar el contrato. Levantar la tina cerca de la masía reducía los problemas de seguridad que implicaba hacerlo en medio de las viñas, pero el arrendador podía controlar e intervenir en la venta del vino, cosa que resultaba más difícil en el segundo caso. Quizás por ello esta opción fue tan aceptada en los valles del Montcau.

## Contexto
Aunque hay pruebas documentales del establecimiento de lagares entre las viñas durante el siglo XVIII, la mayoría son de la segunda mitad del XIX y corresponden con un gran aumento de la superficie vinícola.
Este incremento se produjo en el contexto de recuperación económica que siguió a la devastadora Guerra del Francés. La guerra había dejado España en la ruina, con la población disminuida, las fábricas e infraestructuras destruidas, los cultivos abandonados y el comercio inexistente. Durante los primeros años de posguerra los precios agrícolas bajaron en Cataluña, provocando una crisis agraria de la cual se comenzó a salir a partir de 1830, cuando se consiguió recuperar los niveles de producción previos al conflicto. A esta normalización contribuyeron las desamortizaciones, las transformaciones agrícolas y la articulación entre desarrollo agrario e industrial.

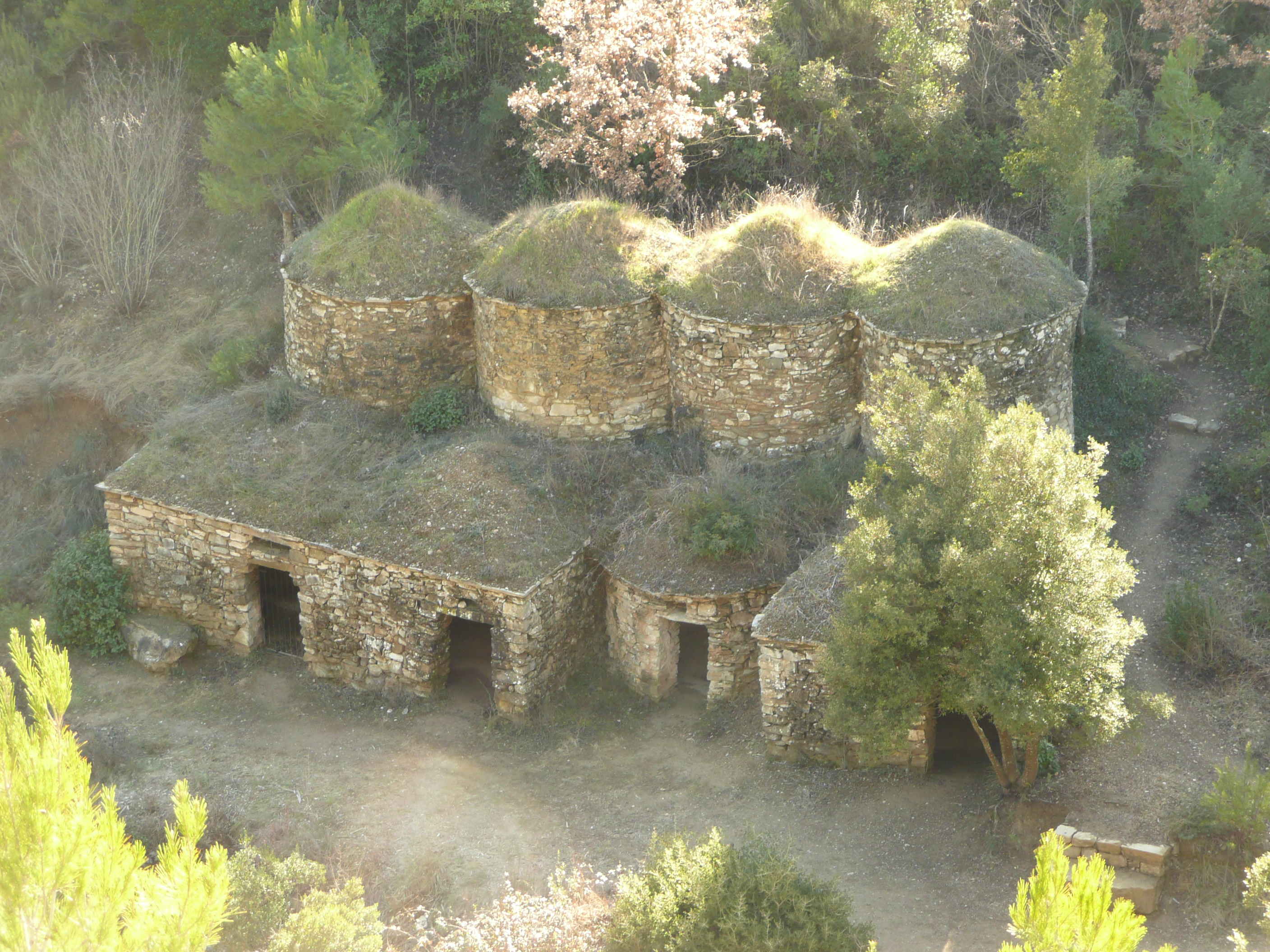
Vista general del conjunto denominado de Bleda II: cuatro tines y sus barracas adosadas (límites del parque natural, Rocafort y Vilumara).

A partir del triunfo liberal de 1834 comenzó a decretarse la desamortización de las manos muertas (tierras y bienes eclesiásticos), de las cuales no se beneficiaron los agricultores pobres, sino que pasaron a engrosar las propiedades de la aristocracia adinerada y de la burguesía industrial. Mientras que los nuevos propietarios consiguieron grandes beneficios en unos pocos años, lanzando una verdadera revolución agrícola que retroalimentó en Cataluña el incipiente proceso de industrialización, los campesinos sufrieron un empeoramiento del nivel de vida que provocó continuos conflictos sociales. Conflictos que, posiblemente, fueron básicos para comprender el posicionamiento del medio rural catalán a favor de los carlistas en las guerras que sacudieron el país durante buena parte del siglo.
Hacia los años cuarenta los cultivos predominantes en el campo catalán eran el trigo, el olivo y la vid en las llanuras, mientras que en la montaña destacaban la avena, la cebada y el centeno, además de la patata. La introducción de fertilizantes y de nuevas herramientas, así como la práctica de rotaciones de cultivos, permitieron intensificar la producción y expandir las superficies cultivadas hasta llegar a su máximo hacia 1885 (un 25% en cien años).
El motor de tal expansión fue el aumento progresivo de los viñedos. Y eso a pesar de la plaga de oídio sufrida por la uva a mediados de siglo, plaga que fue combatida de manera científica, consiguiéndose la recuperación total de las viñas gracias al uso intensivo del azufre. El cultivo de la vid dejaba un amplio margen de beneficios que no hacían más que aumentar, mientras que los precios de otros productos agrícolas (como el trigo) disminuían constantemente. Así, si el precio de venta del vino durante la primera mitad del XIX suponía el doble de su coste de producción, a partir de 1865 la aparición de la filoxera en Francia provocó que los precios finales llegaran a duplicarse. Durante quince años los agricultores catalanes recaudaron unos beneficios enormes hasta que, a partir de 1879 el parásito cruzó los Pirineos y comenzó a destruir las cepas del Ampurdán.

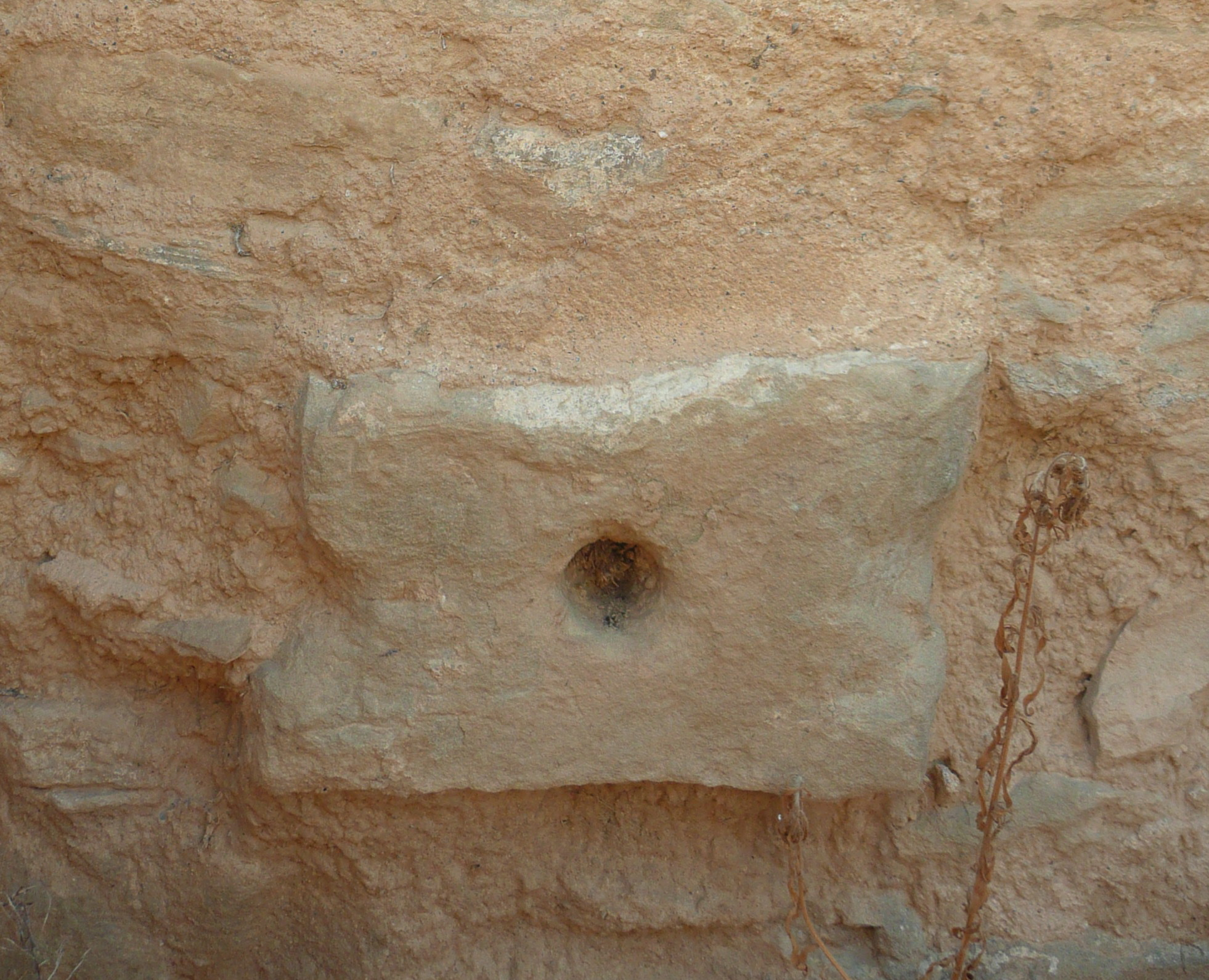
Orificio por donde se extraía el vino; estaba practicado en una piedra bien labrada situada en la base del lagar.

Aunque se proyectó crear una zona de aislamiento cercana a la frontera con Francia para impedir la propagación de la plaga, la resistencia de los campesinos y bodegeros impidió que esta medida se pusiera en práctica. En aquellos momentos el precio del vino alcanzaba niveles altísimos y nadie estaba dispuesto a perder esas ganancias. Los agricultores se preocupaban más de la cantidad que de la calidad del producto y aunque la productividad era baja se compensaba con una alta graduación alcohólica. Ante la desidia del gobierno y la pasividad de los mismos productores la filoxera se extendió por todo el Principado, llegando a El Priorato en 1889. Al ir muriendo las cepas se abandonó su cultivo en las áreas montañosas y comarcas enteras vieron como se despoblaban o disminuía considerablemente su población, que emigró a Barcelona o América. Pero a pesar de la destrucción de los viñedos el estado seguía exigiendo igualmente el pago completo de los tributos, algo que ni propietarios ni rabassaires podían asumir. El campo catalán se hundió en una crisis tal que para 1888 habían sido embargadas más de cuatrocientas mil fincas.
La solución a la plaga consistió en la replantación de las viñas con cepas americanas resistentes al insecto. Pero la devastación había sido enorme: los viñedos catalanes pasaron de las 385 000 hectáreas que ocupaban en 1888 a solamente 41 000 en 1899, de las cuales 22 000 estaban afectadas por la filoxera. Como consecuencia de ello, la estructura agraria se vio modificada profundamente: se abandonaron los terrenos marginales (como los valles montañosos del Montcau, de difícil acceso y baja productividad) y la producción de las tierras mejores se especializó e intensificó. Asimismo, los conflictos sociales latentes en el medio rural se agudizaron, ya que los rabassaires vieron como, al morir las viñas, se les rescindían sus contratos de rabassa morta y sus condiciones de vida empeoraban sensiblemente. Hacia 1893 los afectados se organizaron en la Federació d'Obrers Agrícoles y se extendieron las revueltas.

## Relación de grupos

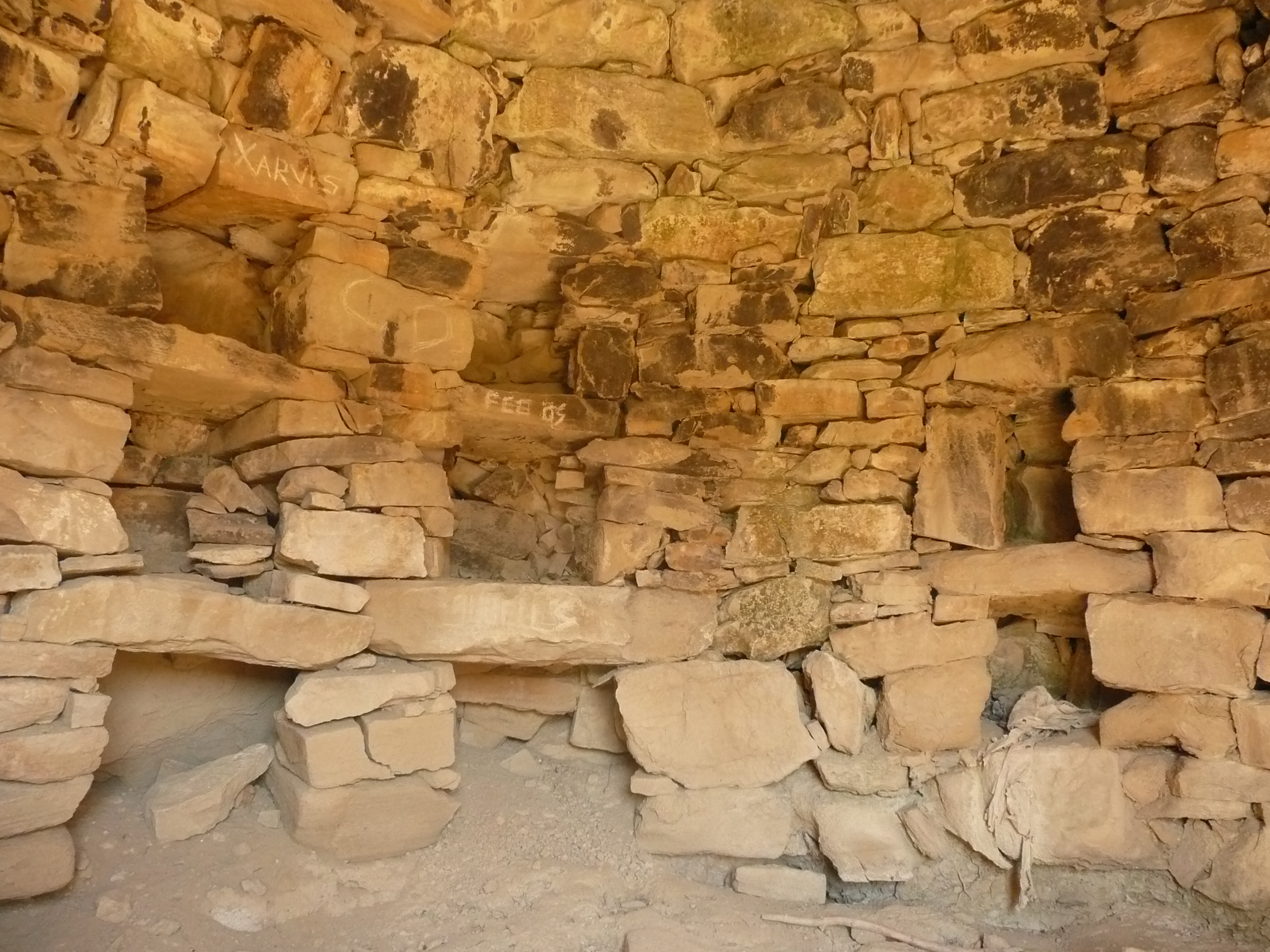
Vista interior de una barraca de viña en la que se distinguen las típicas hornacinas practicadas en sus paredes de piedra seca.

- Valle del Flequer (Rocafort y Vilumara).
  - Bleda I y II; grupos de dos y cuatro lagares respectivamente, con sus correspondientes barracas.
  - Escudelleta; conjunto formado por once lagares (uno con capacidad para 17 800 litros), siete barracas y una prensa de vino.
  - De Ricardo; seis lagares, dos cabañas y una prensa.
  - Camino del Flequer I, II y III; con cuatro lagares (uno de 19 000 litros) y dos edificaciones auxiliares.

- Sierra de Puig Gili (Rocafort y Vilumara).
  - Lluca; con tres lagares y sus respectivas cabañas.
  - Ratapinyadas; dos tines (de 22 600 y 9400 litros) y un gran edificio rectangular.
  - De la Olla; cinco tines (dos de ellas de planta rectangular) y dos barracas.
  - Balmes Roges; tres lagares, cuatro edificaciones más y una prensa situados en el interior de un abrigo rocoso (balma).
  - Companyó; un lagar solitario y su cabaña.
  - Camino del Companyó; dos lagares y una barraca.
  - Boines; una construcción única que contiene dos tines (una rectangular y muy pequeña, de sólo 1200 litros) y una barraca.

- Torrente de Santa Creu de Palou (Rocafort y Vilumara, Mura y San Vicente de Castellet).
  - Can Padre; dos lagares y tres edificaciones adjuntas.
  - La Pedrera; ruinas de un lagar.
  - Docte; cinco lagares y seis edificaciones, la mayoría de estas últimas en muy mal estado.
  - Oliva; una tina de 16 000 litros y su cabaña.
  - Camino de Vallhonesta; con dos tines de planta rectangular y sus correspondientes cabañas.

- Farell - Matarrodona (Mura).
  - Martinet; cuatro lagares.
  - Manyetes; tres lagares (dos de ellos rectangulares y de sólo 2800 litros cada uno) y dos cabañas.

- Riera del Àlber (Rocafort y Vilumara).
  - Juan Arnau e hijo; dos lagares rectangulares y un edificio con chimenea, banco de piedra y otros elementos.

- Las Generes (Talamanca).
  - Pla de las Generes; dos lagares y una barraca.
  - Camino de las Generes I y II; dos lagares solitarios, uno de los cuales tiene dos cabañas adosadas.

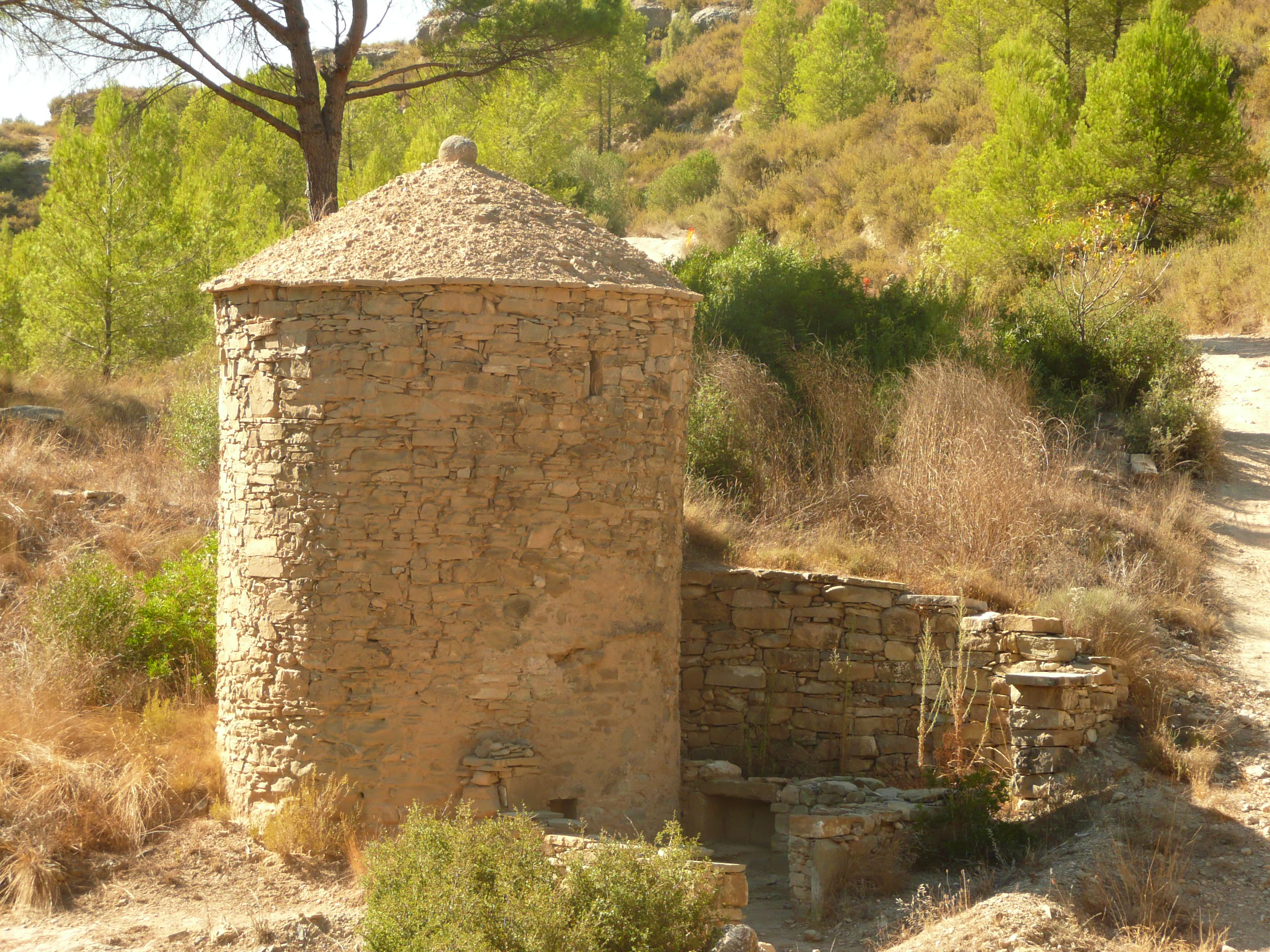
Lagar solitario en la riera de Mura (Talamanca). Se aprecia en la parte inferior, cerca del muro izquierdo de la derruida barraca adosada, la piedra cuadrada donde estaba practicado el orificio de salida del vino. La entrada estaba en el lado contrario y aprovechaba el desnivel del terreno.

- Riera de Mura - Sant Esteve (Talamanca y Rocafort y Vilumara).
  - Solanes; conjunto de once lagares (uno de 17 000 litros), una barraca y otro edificio auxiliar que tuvo más de una planta (perdida en la actualidad).
  - Tina solitaria; con dos barracas.
  - Tina transformada.
  - Resclosa del Ventaiol; lagar solitario.
  - Solei de las Generes; lagar y barraca.
  - Camino de Sant Esteve; dos lagares.
  - Baga de las Cucoles; lagar y barraca.
  - Masía Sant Esteve; dos lagares.
  - Camino del Ventaiol; lagar y barraca.
  - Tina del Ventaiol.

- Río Llobregat (Talamanca).
  - Casa de las Tines; espectacular grupo bien conservado de siete tines de gran capacidad (31 000, 24 000 y 18 000 litros algunas de ellas) y una única cabaña.
  - Llobregat; tina y cabaña.

- Ca n'Escaiola (Talamanca).
  - Ca n'Escaiola; cuatro tines (tres de ellas rectangulares) y una cabaña.[13][14]